# Kliniska Wielkie
Kliniska Wielkie (Duits: Groß Christinenberg) is een dorp in de Poolse woiwodschap West-Pommeren. De plaats maakt deel uit van de gemeente Goleniów.